# Oxira usuriensis
Oxira usuriensis là một loài bướm đêm trong họ Noctuidae.